# Monoblastus nigrans
Monoblastus nigrans är en stekelart som beskrevs av Dmitriy R. Kasparyan 1996. Monoblastus nigrans ingår i släktet Monoblastus och familjen brokparasitsteklar. Inga underarter finns listade i Catalogue of Life.